# Otroška književnost
Otroška književnost je del mladinske književnosti, ki po tematiki in obliki ustreza starostni dobi otrok približno med 3. in 14. letom. Že od Platona dalje se je drži vzgojni namen. Od literature za odrasle jo ločuje didaktičnost in iz nje izhajajoča utilitarnost.

## Interakcija med otrokom in književnostjo

### Življenjska doba otroštva
Večina psihologov meni, da je otroštvo razvojna doba mladega človeka od rojstva do pubertete. Nekateri od njih so razdelili življenjsko dobo otroštva na štiri razdobja: prvo otroštvo (prvi dve leti življenja); zgodnje otroštvo (od drugega do šestega leta); srednje otroštvo (od šestega do devetega leta); pozno otroštvo (od devetega leta do pubertete).

### Pojem otroka/otroškosti
V preteklosti je bila otroška književnost povezana z vzgojno funkcijo, tj. možnostjo oblikovanja bralčevih vrednostnih stališč. Otroka so do konca 18. stoletja dojemali kot nedokončanega in nepopolnega odraslega človeka; v romantiki pa se je prvič porodilo razumevanje za različnost otrokove duševnosti od duševnosti odraslega (motivi so bili povezani z otrokovim mestom v družini in družbi, izkoriščanjem otroškega dela in pomanjkljivo skrbnostjo). Danes se vzgojne funkcije ne izpostavlja več kot najpomembnejše, literatura pa izhaja iz besedilotvornih postopkov, ki so blizu otroškemu dojemanju stvarnosti (igra, ustvarjanje nenavadnih »narobe« svetov.

### Terminološka poimenovanja otroške/mladinske književnosti
Posebna vrsta književnosti je v drugih kulturah poznana kot children's literature (ang.), litterature enfantine (fr.), letteratura infantile (it.), детская литература (rus.), dječja književnost (hrv.), književnost za decu (srb.), Kinder- und Jugendliteratur (nem.).
Na slovensko-hrvaškem območju prevladuje zveza mladinska književnost, na preostalem južnoslovanskem pa otroška književnost. Raba sintagem v Sloveniji dokazuje, da je stik s strokovno Evropo potekal po nemškem jezikovnem mediju. Pri slednjem se upošteva zgodovinski vidik – to pomeni, da je do začetnega oblikovanja nemškega umetnega slovstva prišlo iz pedagoško-vzgojnih intenc, upoštevati pa je bilo treba tudi relativno nerazvitost stroke (umanjkanje relativnih raziskav o dejanskem berivu mladine).

### Otroška književnost kot del mladinske književnosti
Mladinska književnost ima kot zbirni pojem za vsa besedila, namenjena bralcu, ki ni starejši od 18 let, dve podpomenki: to sta otroška književnost in mladinska književnost v ožjem pomenu (v slednjo, t. i. najstniško književnost se uvrščajo dela, napisana posebej za mladino; dela, ki so bila napisana kot nemladinska književnost, a so v procesu recepcije postala mladinska ter priredbe in predelave del). Otroška in najstniška književnost se med seboj razlikujeta po različnem socialnem izkustvu bralca (model resničnosti). V besedilih so opazne naslednje razlike: dolžina besedila, vloga ilustracij, kompleksnost teme, uporaba tropov itd.

### Razmerje med pojmoma književnost in otrok
To razmerje se kaže na več načinov
- gre za književnost, ki so jo napisali otroci;
- je književnost o otrocih, kjer so teme in motivi vzeti iz otroškega življenja;
- je književnost za otroke, se pravi tista, ki jo je nekdo zanje napisal.

### Kaj je otroška/mladinska književnost – različne definicije
- Iz strokovnega vidika je to književnost za mladega bralca.
- V Kmeclovi Mali literarni teoriji je otroška/mladinska literatura opredeljena kot posebna književnost za posebnega (otroškega) bralca, kar pomeni, da so vse njene prvine prilagojene sprejemnim zmogljivostim in zanimanju bralca. Avtor v delu osvetljuje tudi nekaj funkcijsko-vsebinskih (npr. poučnost, igrivost, pravljičnost, pustolovščine) ter bralnorazvojnih potez mladinske oz. otroške književnosti. Glede na otroško dojemljivost loči več starostnih vrst: za predšolskega otroka, osnovnošolca, predmladostnika in mladostnika.
- Crnković definira otroško književnost kot posebni del književnosti, ki po tematiki in zunanji obliki ustreza starostni dobi otrok (nekje med 3. in 14. letom).
- V leksikonu Literatura se pod to oznako uvrščajo »dela, ki so po problematiki, snovi in obliki primerna mladini različnih starostnih stopenj; delno literarnega umetniškega značaja, delno zabavna, poučna in največkrat indirektno vzgojna«.
- I. Saksida jo med drugim opredeljuje kot književnost za mladega bralca, ki ga kot naslovnika upošteva avtor, ko besedilo ustvarja. Tovrstno književnost je mogoče že na prvi pogled prepoznati po značilni podobi knjige ter drugih okoliščinah objave (npr. v posebnih zbirkah). V njej so opaznejše nekatere vsebinske prvine; bere se zasebno ali v okviru različnih oblik vodenega branja (pri pouku, gibanjih za promocijo branja).

### Pojmovni svet v literarnih delih za otroke
V knjigah in zgodbah za otroke nastopajo: živali, ki imajo človeške lastnosti (Mojca Pokraculja); predstavljeni so dogodki, ki se v vsakdanjem življenju ne morejo zgoditi (modifikacija žabe v princa); domišljijska bitja (strahovi, palčki, vile). Vprašanje je, kako se pojmovni svet, kakor ga prikazujejo literarna dela, sklada z resničnimi predstavami otrok o svetu.

## Strnjen zgodovinski pregled
Začetki slovenske književnosti, namenjene otrokom, segajo v obdobje reformacije, ko sta izšli Kreljeva Otročja biblija (1566) in Pohlinove Kratkočasne uganke (1788). V 17. stoletju je bila za mladino neprecenljivega pomena knjiga Komenskega Orbis sensualium pictus (Čutni svet v slikah). Komensky je kot prvi prišel do prepričanja, da je treba govoriti z otrokom v njemu dostopni obliki. Do 18. stoletja so bile edine knjige, ki so jih izdajali za otroke, abecedniki in berila. Urejeni so bili po abecednem redu in podrejeni sholastični metodi za poučevanje branja. Šele v razsvetljenskem obdobju se v enciklopedičnih knjigah najde tudi drobne zabavne prigode, vsebine pravljic, basni, pesmi in druge kratke folklorne zvrsti. Takratna miselnost je poudarjala vzgojo kot pogoj za razvoj otroka. Posvetno mladinsko slovstvo v slovenskem jeziku je povezano z recepcijo nemških literarnih vzorcev – najprej razsvetljenskega vzorca iz 18. stoletja, zatem njegove bidermajerske desekularizirane različice. Najprej se je prevajalo zglede nemških vzorcev (razsvetljenske proze E.F. Rochowa, C.F. Weisseja in J.H. Campeja, začetnikov nemške posvetne mladinske književnosti); pri tem je bil nosilec moralnovzgojnega sporočila otroški glavni lik. Tudi kategorije publikacij za mladino, ki so abecednik in posvetno berivo gradile na modelu učbeniških publikacij, časopis in almanah pa na berivu za prosti čas, so bile iz nemščine. Prevzem novega modela učbeniških publikacij je omogočila terezijanska reforma osnovnega šolstva s sekuralizacijo moralnega poduka mladine. V drugi polovici 18. stoletja so nastajala dela za otroke, ki so jih predelali iz književnosti za odrasle (npr. Robinzona Crusoeja, Gulliverja, Lažnivega Kljukca). S klasicizmom je bila otroška književnost terminološko bogatejša za basen, pravljico in liriko o naravi (v ospredju so bili kultura beseda, pravila poetike in zakoni čiste lepote). V romantiki so se otroci vseh narodov postopoma seznanili z narodnimi epi (Odiseja, Iliada), zgodovinskimi spevi, bilinami, junaškimi pesmimi, starimi pripovedkami, ljudskimi baladami (ciklus o Robin Hoodu), srednjeveškimi epskimi legendami in dvorsko viteško tematiko. Kot ena njenih glavnih potez se je pokazalo zanimanje za ljudsko ustvarjalnost – zapisovali so ljudske pesmi, balade, pripovedke, nastajale so prve zbirke pravljic posameznih narodov. V 40. letih 19. stoletja je po nemških vzorcih začela nastajati izvirna slovenska pripovedna proza za mladino. Ta je bila po eni strani zvesti posnetek Schmidovega vzorca, po drugi pa ambicioznejša varianta kratke zgodbe, objavljena v prvem mladinskem časopisu Vedež. V tem obdobju se je kazal vpliv Vukovih idej, prišlo je do ilirskega gibanja ter slovenskega in makedonskega preporoda. Vse 19. stoletje in še čez prelom v 20. stoletje je bila prvenstvena funkcija umetnega pripovedništva in pesništva moralna vzgoja. Na eni strani se je uveljavljajo pesništvo kot pomembna literarna zvrst (Levstik: Otročje igre v Pesencah), kratka pripoved pa je vztrajala pod nadvlado didaktičnega imperativa. Po letu 1945 je v besedilnem ustvarjanju za otroke prišlo do procesa depedagogizacije – kaže se v prizadevanjih piscev po uravnoteženju etičnih prvin v literarnih besedilih s spoznavnimi in estetskimi prvinami. Izšlo je veliko spominov, dnevnikov, zapiskov, avtobiografskih pripovedi in skupinskih zbirk. Prva knjiga, kjer se prepletata pravljičnost in vojna, je Ingoličeva Udarna brigada (1946). V šestdesetih je zaznati odmik od dotedanjih pretežno pedagoško-psiholoških izhodišč in normativnega razpravljanja. Med letoma 1945-1995 pa sta prišli v ospredje realistična in pravljično-fantastična pripovedna proza.

### Vedež – 1. slovenski mladinski časopis (1848–1850)
Mladinski časopis, v prvi vrsti namenjen kmečkim otrokom, je želel funkcionirati kot prostočasno berivo mladine in hkrati kot pomožen učbeniški pripomoček za učence in učitelje. Dotikal se je moralne in verske vzgoje ter stvarnega poduka. V uredništvu (prvi urednik je bil Ivan Navratil) so si prizadevali prisluhniti »otroštvu« in ga obravnavati kot posebno življenjsko obdobje. Gre za razumevanje kategorij »otrok« in »otroštvo«, kot ju je razumevala filantropinistična teorija vzgoje, ki je hkrati propagirala spodbujanje otroške optimistične naravnanosti v vesele plati bivanja, v igro in druge sprostitvene dejavnosti. V tedanje mladinsko slovstvo je prinesel kvantitativne in kvalitativne premike: največje členjenje besedne produkcije za mladino na zvrstno-oblikovni ravni; aktiviral je pisce; sprožil je proces laicizacije piscev, ki so se doslej rekrutirali iz vrst duhovščine in uveljavil mladinskega pisatelja-učitelja posvetnega stanu. Postal pa je tudi zgled naslednjim publikacijam za mladino – časopisom Vrtec (1871–1944), Angeljček (1887–1935), Zvonček, Novi rod in Naš rod.

## Otrokov stik s knjigo v določenem obdobju

### Primernost žanrov glede na razvojno stopnjo otroka
- Predšolski ali igrajoči se otrok (do 6. leta): slikanice, otroške pesmi, živalske zgodbe, uganke
- Šolski otrok (od 6. do 10. leta): pravljice (ljudske in umetne); fantastične-pustolovske zgodbe; pustolovski romani; stripi; kriminalni, detektivski romani; otroške povesti; živalske povesti in romani; basni; epsko pesništvo, miti, legende; zgodovinske povesti in romani; »dekliška knjiga«
- Doraščajoči otrok (prelomno je 14. leto): dramatika (William Shakespeare); lirika; realistični romani, pikarski romani, »entwicklungsroman«; realistično-psihološki romani; zgodovinski romani; satirični romani; utopični romani; biografski romani; socialni romani

### Slikanica
V večini standardnih strokovnih knjig se slikanice obravnavajo kot žanr, skupaj s pravljicami, domišljijskimi, pustolovskimi, domačijskimi in živalskimi zgodbami. A po mnenju nekaterih strokovnjakov, gre pri njej za kombinacijo vseh naštetih žanrov. Uveljavljena je tudi kot posebna zvrst otrokove prve knjige; specifični pojav, v katerem sta likovna in besedna pisava neločljivo povezani in na ta način izžarevata estetsko vrednost. Med otroške klasične slikanice se uvrščajo: J. Swift: Gulliverjeva potovanja, L. Carroll: Alica v čudežni deželi, C. Collodi: Ostržek, J. M. Barrie: Peter Pan, Ch. Perrault: Rdeča kapica, Grimm: Sneguljčiica, Tisoč in ena noč.

### Štiri faze otrokovega bralnega razvoja (po M. Kordigel)
1. Predjezikovno obdobje ali doba praktične inteligence (do konca 2. leta). V tem obdobju otrok doživlja le formo, vsebina mu je nedostopna, zato tudi ni pomembna. Otrok prihaja v stik s prvimi »knjigami«, to so kartonske zapognjenke, zanimive postanejo tudi slikanice. Gre za dialog med knjigo, otrokom in starši.
2. Obdobje intuitivne inteligence (od 2. do 7. leta). Pride do razvoja mišljenja – otrok v tej fazi že ve, da svet in on nista eno. Prepričan je, da v naravi ne more biti slučajev, ker je narejena za ljudi (tudi svet je po njegovem urejen tako, kot je, ker on sam tako želi in hoče). Otrokova egocentrična usmerjenost se kaže v animizmu. To je čas, ko začnejo starši svojim otrokom pripovedovati prve zgodbice in pravljice (zelo primerne so glasbene pravljice ali pravljice, opremljene z verzi).
3. Obdobje konkretnih, logičnih intelektualnih operacij (od 7. do 11. leta). S sedmimi leti postane otrok socialno bitje v pravem pomenu besede. Otrok je sposoben misliti, preden se odloči za kakšno dejanje. Svet začne dojemati kot koherenten sistem objektivnih odnosov. Ob prebiranju literature loči med realnim in irealnim svetom. Sposoben je slediti pramenski notranji zgradbi ali retrospektivni pripovedi – v poštev že pridejo daljša pripovedna besedila (npr. mladinski romani), razume tudi nekoliko bolj komplicirane značaje. Otroci posegajo tudi po knjigah, ki opisujejo življenje v prejšnjih časih, tuje kulture, osvajanje vesolja, poljudne izdaje iz sveta znanosti in tehnike. Njihova pozornost je usmerjena v zgodbo.
4. Obdobje abstraktne inteligence (po 11. letu). Otrok v tem obdobju odklanja kakršenkoli nasvet, kakršnokoli obliko skrbništva s strani staršev, po drugi strani pa močno zapada pod vpliv svojih vrstnikov in išče vzore med športniki in popevkarji. Iskanje samega sebe se giblje na liniji od zunaj navznoter (znak pripadnosti določeni skupini je frizura – beat, hipiji, punk). Pri nekaterih se abstraktno mišljenje razvije v smeri znanstveno hipotetičnega; pokaže se zanimanje za pustolovske romane, strip, romane za odrasle; ta faza traja do takrat, ko otrok preraste dobo intelektualnega egocentrizma.

## Zvrsti v otroški književnosti

### Vrste otroške in mladinske proze
Ob upoštevanju teoretičnih izhodišč slovenske in širše evropske literarnovedne tradicije je mogoče vrste opredeliti na naslednji način:
1. Iracionalna oz. neresničnostna proza:
  1. klasična pravljica, povedka, basen (M. Mate: Škrlatna vrtnica (1990), Bina Štampe Žmavc: Ure kralja Mina (1996), Jože Snoj: Jutro sveta (1991))
  2. živalska pravljica (Svetlana Makarovič: Pekarna Mišmaš (1974), Franček Rudolf)
  3. nesmiselnica (slovenski izraz za nadrealno-komično pripoved). Sem se uvrščajo naslednji avtorji in dela: Marjan Marinc: Krasen cirkus (1965), Smiljan Rozman: Čudežni pisalni strojček (1966), Polonca Kovač: Jakec in stric hladilnik (1976), Gregor Strniša: Kvadrat pa pika (1977), Alenka Goljevšček: Čudozgode (1977)
  4. sodobna pravljica (kratka sodobna pravljica in fantastična pripoved). Primeri zanjo so naslednji: Ela Peroci: Moj dežnik je lahko balon (1955), Lojze Kovačič: Zgodbe iz mesta Rič-Rač (1962), Kristina Brenkova: Deklica Delfina in lisica Zvitorepka (1972), Svetlana Makarovič: Kosovirja na leteči žlici (1974) idr.
2. Realistična oz. resničnostna proza:
  1. pripoved s človeškimi osebami: v tej skupini je dela mogoče razvrščati glede na starost glavnih literarnih oseb, število glavnih literarnih oseb (posameznik, skupina, otrok in žival), tematiko (odraščanje, igra, družina, šola, srečanje z vrstniki in odraslimi, konflikti), razpoloženje (vedra pripoved o vsakdanjosti mladine; konfliktno, tudi tragično soočenje mladostnika in okolice) in tehniko pripovedi (prvoosebna otrokova pripoved, tretjeosebna pripoved odraslega). Med tovrstna dela prištevamo: Anton Ingolič: Tajno društvo PGC (1958), Branka Jurca: Uhač in njegova druščina (1963), Leopold Suhodolčan: Kam se je skril Krojaček Hlaček (1974), Pavle Zidar: Kukavičji Mihec (1972), Mira Mihelič: Pridi, mili moj Ariel (1965), Slavko Pregl: Geniji v kratkih hlačah (1978), Feri Lainšček: Ajša Najša (1989), Desa Muck: Lažniva Suzi (1997), Dim Zupan: Leteči mački (1997), Janja Vidmar: Junaki petega razreda (1995)
  2. živalska zgodba (ta se lahko spremeni v živalsko pravljico z dodajanjem iracionalnih elementov). Primera: Polonca Kovač: Težave in sporočila psička Pafija (1986), Branko Hofman: Ringo Star (1980)
  3. avtobiografska pripoved – »spominjanje na otroštvo«. Tovrstne pripovedi so: Prežihov Voranc: Solzice (1949), France Bevk: Otroška leta (1949), Branka Jurca: Rodiš se samo enkrat (1972), Tone Partljič: Hotel sem prijeti sonce (1981), Franjo Frančič: Otroštvo (1995)
  4. zabavna oz. trivialna pripoved (od drugih vrst jo ločuje klišeiziranost dogajanja, tipiziranost oseb ter eksotičnost prostora in časa). Med otroki so poznana naslednja dela: Brane Dolinar: Dvojne počitnice (1959), Leopold Suhodolčan: Naočnik in Očalnik (1973), Bogdan Novak: Zvesti prijatelji (1990).

### Otroška in mladinska dramatika
Ta zvrst je motivno, tematsko in oblikovno mnogoplastna in raznovrstna. Vanjo se uvrščajo: 
- gledališka igra: npr. Miloš Mikeln: Atomske bombe ni več (1960), Žarko Petan: Starši na prodaj (1964), Leopold Suhodolčan: Ukaz rdečega zmaja (1964), Janez Žmavc: Domača naloga na potepu (1976), Milan Dekleva: Magnetni deček (1983), Alenka Goljevšček: Čudežni kamen (1981), Boris A. Novak: V ozvezdju postelje (1983).
- lutkovna igra: J. Malik: Žogica Nogica (1951), Ivan Minatti: Slamnati voliček (1951), France Bevk: Kmetič in volk (1952), Matej Rode: Meh za smeh (1955), Svetlana Makarovič: Sovica Oka (1976), Dane Zajc: Mlada Breda (1978)
- radijska in televizijska igra: Fran Miličinski – Ježek: Zvezdica zaspanka (prva izvirna povojna radijska igra, 1949), Feri Lainšček: Deklica Ferdinanda (1994), Frane Puntar: Hojladrija in druge radijske igre za otroke (1993).

### Otroška poezija
V to skupino se uvrščajo otroške folklorne pesmi (gibalne pesmi, izštevanke, nonsens verzi, pastirske pesmi, rajalne pesmi, rimanice, uganke, zbadljivke ali nagajivke, uspavanke itd.) in avtorske pesmi (npr. Oton Župančič: Ciciban in še kaj (1915), Niko Grafenauer: Pedenjped (1973), Tone Pavček: Čenčarija (1975), Milan Dekleva: Pesmi za lačne sanjavce (1981), Boris. A. Novak: Prebesedimo besede (1981), Bina Štampe Žmavc: Nebeške kočije (1994), Dane Zajc: Ta roža je zate (1981)).

## Udejstvovanja na literarnem področju

### Nagrade za otroško in mladinsko književnost
Levstikova nagrada, nagrada večernica za najboljše izvirno leposlovno mladinsko delo, Moja najljubša knjiga, desetnica za izvirno slovensko mladinsko delo, nagrada Hinka Smrekarja, nagrada za izvirno slovensko slikanico

### Literarne revije za otroke
Ciciban (1945), Cicido (1998), Zmajček (1994), Medvedek Pu (1999), Pikapolonica (1999), Happy oz. Hepko (2000), Trobentica za vedoželjne in igrive otroke (2001), Telebajski (2001), Zvonček, revija z glasbeno prilogo za otroke (2002), računalniška revija Bim-bam (2003), Bučka (2004), Princeska (2003), Frkolin (2006), Lepe princeske (2007), Mri nevi minimulti oz. Moj novi minimulti (2007), Umko (2007) idr.

### Specializirana strokovna posvetovanja:
Na evropski ravni je v tej smeri zelo aktiven Arbeitskreis für Jugendliteratur s sedežem v Münchnu, na Slovenskem pa prirejajo strokovna posvetovanja predvsem Zmajeve dečje igre, festival Kurirček, Interlieber, Otrok in knjiga itd.

## Odločitev za pisanje otroške literature
Pisati za odrasle ali otroke sta različna procesa. Pri otroških pravljicah, pesmih, mladinskih povestih ali romanih je treba začutiti avtorjevo sposobnost ponotranjenja, vživljanja, empatije v otrokovo samopodobo ter upoštevati omejeno jezikovno in bralsko kompetentnost. Poleg tega sta literaturi različni glede na notranjo zgradbo, morfologijo, motiviko, pripovedno perspektivo, drugačnega pripovedovalca, jezik in slog, svojevrstno logiko, zgodovino in kozmologijo. Bistvena lastnost, ki je literaturo za otroke že od nekdaj ločevala od literature za odrasle, je bila didaktičnost in iz nje izhajajoča utilitarnost. Vlado Žabot o razlogih, ki so ga prepričali, da v njegovem opusu nastajajo tudi dela za otroke pravi: »Nekje v duši sem pravzaprav še zmeraj otrok – se pravi, da sem ohranil v sebi nekaj tistega magičnega, prvinskega, torej tisto čarobno moč, ki je dana vsakemu otroku in s katero je mogoče čisto zares čarati.«

## Otroška slovstvena folklora
Pojem »otroška folklora« ali »folklora za otroke« je sorazmerno mlad, toda o starosti mnogih, otrokom namenjenih folklornih besedil, ni nobenega dvoma. Otroška folklora je skupek estetskih doživetij, trajno in živo bogastvo, saj se loteva vprašanj, ki človeka vznemirjajo že od davnine: kdo smo, od kod prihajamo, kaj potrebujemo za srečo. Bila je edini vir estetske vzgoje skozi ves srednji vek ter umetniška in živa protiutež okostenelim klasicističnim zvrstem, ki so predstavljale otroško branje v 18. stoletju. Svoj položaj je obdržala tudi takrat, ko je nastajala pisana umetniška književnost za otroke (začetek 19. stoletja). Poetika folklore je imela to moč, da so na osnovi folklornih nastale nove zvrsti (npr. na osnovi ljudske se je razvila umetna pravljica).
Iz proučevanj dosedanjih raziskav, povezanih s to tematiko, je razbrati, da otroško slovstveno folkloro napajajo trije viri: 
1. besedila, ki jih ustvarijo odrasli oblikovalci posebej za otroke (ta niso bila nikoli sestavni del repertoarja za odrasle) – npr. razne vrste kratkih pesmic (čim starejši je otrok, tem bolj zapletena in bogatejša postaja vsebina pesmic), basni, nonsens (»narobe svet«, v katerem so namenoma zamešani logični odnosi med stvarmi in pojavi), pravljice, povedke
2. pojavi, ki so v življenju odraslih izgubili svojo primarno funkcijo, in se na poslednji stopnji pred propadom zatečejo v otroško slovstveno folkloro v obliki, ki je dostopna otrokovemu razumevanju – npr. zarotitve (spadajo v skupino koledarske folklore), pesemske spremljave iger
3. izdelki otrok samih (izštevanke, zbadljivke/nagajivke, igre z besedami, zmerljivke, nagajivke, voščilca, ostala ritmizirana besedilca itd.)